# Chevrolet Prizm
Chevrolet Prizm – samochód osobowy klasy kompaktowej produkowany pod amerykańską marką Chevrolet w latach 1998 – 2002. 

## Historia i opis modelu

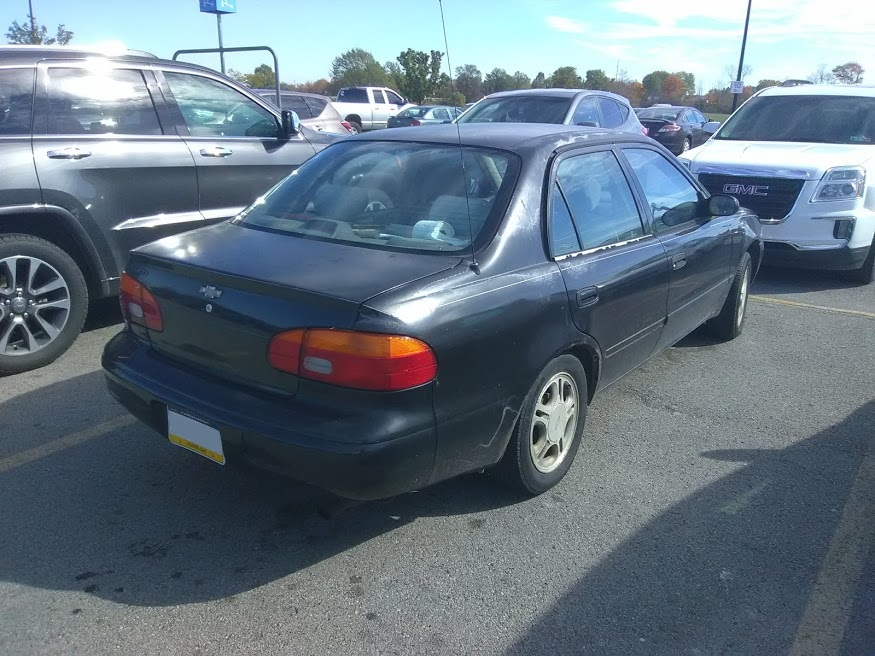
Chevrolet Prizm - tył

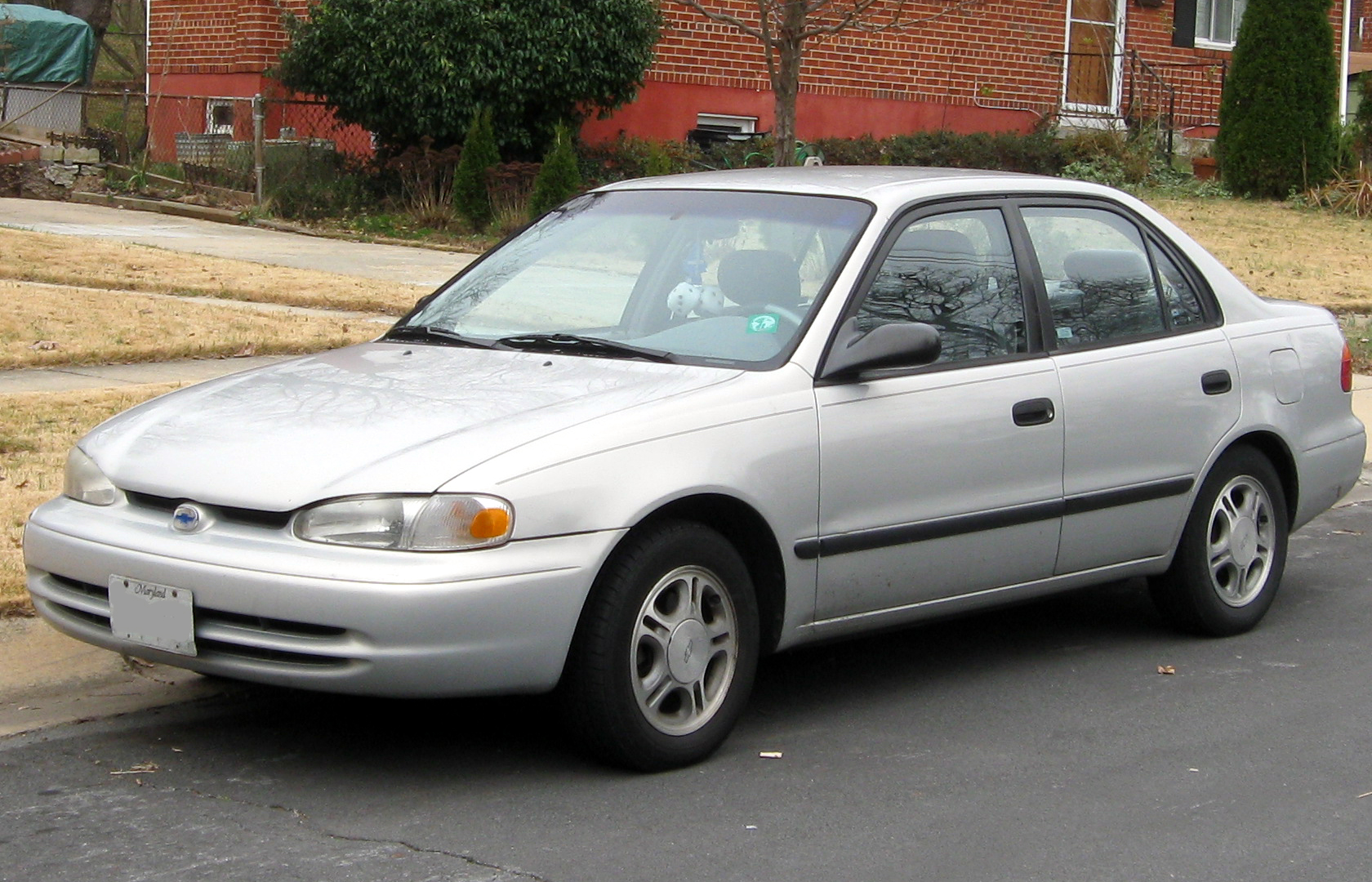
Chevrolet Prizm LSi

Podjęta przez General Motors decyzja o likwidacji budżetowej marki Geo z 1998 rokiem wiązała się z włączeniem dotychczasowej gamy modelowej do portfolio Chevroleta w Ameryce Północnej. Przy okazji przemianowania Geo Prizm na Chevroleta Prizm, zdecydowano się przeprowadzić obszerną modernizację modelu.
W ten sposób, samochód zyskał zmodyfikowany pas przedni z agresywniej stylizowanymi reflektorami, a także bardziej wysunięty zderzak i inny przedni wlot powietrza. Pozostałe zmiany ograniczyły się już tylko do zamiany emblematów producenta.

### Koniec produkcji i następca
Inaczej niż mniejszy Chevrolet Metro, produkcja modelu Prizm została zakończona rok później, w 2002 roku. Następcą został przedstawiony 2 lata później nowy kompaktowy model Chevroleta w Ameryce Północnej - Cobalt.

### Silnik
- L4 1.8l LV6